# Tadeusz Skobel
Tadeusz Skobel (ur. 12 sierpnia 1949 w Dwikozach) – polski elektryk, menedżer branży elektrycznej i urzędnik państwowy, w latach 2017–2019 podsekretarz stanu w Ministerstwie Energii. W latach 2019–2020 podsekretarz stanu w Ministerstwie Aktywów Państwowych.

## Życiorys
Absolwent Kielecko-Radomskiej Wyższej Szkoły Inżynierskiej (1974) oraz Wydziału Elektrycznego Politechniki Warszawskiej (1977). Zdobył uprawnienia kierownika budowy i robót. Zdał egzamin na członka rad nadzorczych w spółkach Skarbu Państwa. Od 1968 roku związany z PKP Energetyka na różnych stanowiskach, od 1997 na stanowiskach kierowniczych. Pełnił funkcje zarządcze i zasiadał w radach nadzorczych spółek i oddziałów powiązanych z PKP w Kielcach i Warszawie. Od 2004 do 2015 pozostawał prezesem zarządu PKP Energetyka.
20 listopada 2017 został powołany na podsekretarza stanu w Ministerstwie Energii w rządzie Beaty Szydło, odpowiada za energetykę, politykę właścicielską i fundusze europejskie. W listopadzie 2019, po przekształceniach w strukturze ministerstw, przeszedł na funkcję podsekretarza stanu w Ministerstwie Aktywów Państwowych. W styczniu 2020 odszedł z funkcji wiceministra.